# Kaligonahalli, Sira
Kaligonahalli là một làng thuộc tehsil Sira, huyện Tumkur, bang Karnataka, Ấn Độ.